# Delfina de la Cruz
Delfina de la Cruz Zañartu (Concepción, 24 de febrero de 1837 - Ibidem, 8 de mayo de 1905), fue una pianista y primera dama de Chile como la esposa del presidente de Chile Aníbal Pinto.

## Vida
Fue hija única del general José María de la Cruz Prieto y de Josefa Zañartu. Nieta del director supremo Luis de la Cruz Goyeneche y del abogado Ramón Zañartu Barrenechea. A su vez, Delfina era sobrina del Presidente José Joaquín Prieto y prima del Presidente Manuel Bulnes.

### Matrimonio
Delfina de la Cruz Zañartu, al decir de los viejos cronistas, era de una gran belleza y elegancia y, en la época, fue conocida con el apodo de «La Princesita del Sur». Se comprometió con Aníbal Pinto después de que él regresara de un largo viaje por Europa. 
Según Oliver Schneider, al concertarse la boda entre Delfina de la Cruz y Aníbal Pinto, ésta tuvo, además del amor entre ambos jóvenes, ciertos ribetes políticos. El padre del novio, el expresidente Francisco Antonio Pinto, y su yerno, el expresidente Manuel Bulnes, pensaron que el matrimonio de la joven con el aristocrático joven santiaguino, ligado por lazos familiares con el vencedor de Loncomilla, contribuiría en gran forma a reconciliar a los penquistas con los santiaguinos, seriamente distanciados a raíz de la breve pero triste guerra civil del sur contra el gobierno central del país.
Contrajo matrimonio en Concepción, el 24 de noviembre de 1855, con el intendente y futuro presidente de Chile Aníbal Pinto, hijo del expresidente Francisco Antonio Pinto y de la patriota argentina Luisa Garmendia Alurralde. Tuvieron por hijos a: Francisco, Delfina, Aníbal y Elena (casada con Jorge Matte Gormaz).

## Primera dama de Chile
Años después, Aníbal Pinto fue elegido presidente de la República (1876-1881) y su esposa ha sido la única que acompañó a su marido en todas las ceremonias oficiales, incluso revistaba las tropas en su compañía durante la Guerra del Pacífico.
Además, Delfina de la Cruz Zañartu era cuñada y nuera de dos primeras damas de Chile por sus lazos familiares con Enriqueta Pinto Garmendia y Luisa Garmendia Alurralde.

## Composición musical
Delfina De la Cruz fue pianista y compositora. Bajo el seudónimo de Delfina Pérez, De la Cruz publicó 12 obras a lo largo del siglo XIX, superada en volumen sólo por Isidora Zegers. Su trabajo fue elogiado por la prensa local de Valparaíso y Santiago de Chile, donde en ocasiones realizó conciertos benéficos. Varias de sus piezas también obtuvieron reconocimiento internacional, incluido "La estrella de la tarde", una polca para piano que se tocó en París, así como "Armando el Gondolero", un vals para piano interpretado posteriormente en Alemania. También es la primera mujer chilena en incursionar en la composición de música coral, en ese momento un ámbito dominado por los hombres.